# Mayesville
Mayesville és una població dels Estats Units a l'estat de Carolina del Sud. Segons el cens del 2000 tenia 1.001 habitants.

## Demografia
Segons el cens del 2000, Mayesville tenia 1.001 habitants, 331 habitatges i 246 famílies. La densitat de població era de 375,2 habitants/km².
Dels 331 habitatges en un 35,6% hi vivien nens de menys de 18 anys, en un 36,9% hi vivien parelles casades, en un 31,4% dones solteres, i en un 25,4% no eren unitats familiars. En el 22,1% dels habitatges hi vivien persones soles el 9,1% de les quals corresponia a persones de 65 anys o més que vivien soles. El nombre mitjà de persones vivint en cada habitatge era de 3,02 i el nombre mitjà de persones que vivien en cada família era de 3,6.
Per edats la població es repartia de la següent manera: un 30,6% tenia menys de 18 anys, un 10,7% entre 18 i 24, un 25,9% entre 25 i 44, un 21,1% de 45 a 60 i un 11,8% 65 anys o més.
L'edat mediana era de 35 anys. Per cada 100 dones de 18 o més anys hi havia 74,2 homes.
La renda mediana per habitatge era de 25.852 $ i la renda mediana per família de 27.321 $. Els homes tenien una renda mediana de 21.964 $ mentre que les dones 20.313 $. La renda per capita de la població era de 10.738 $. Entorn del 29,6% de les famílies i el 36,5% de la població estaven per davall del llindar de pobresa.

## Poblacions més properes
El següent diagrama mostra les poblacions més properes.